# Eulogio Cantillo
Eulogio Amado Cantillo Porras (13 de setembro de 1911 - 9 de setembro de 1978) foi um major-general do Exército cubano. O General Cantillo serviu como alto oficial durante a ditadura de Fulgencio Batista, mas não participou do golpe militar que levou Batista ao poder. Durante a Revolução Cubana, ele liderou soldados cubanos na luta contra o Movimento 26 de Julho de Fidel Castro. Depois que o presidente Batista fugiu do país às 3h da madrugada de 1º de janeiro de 1959, ele foi deixado para servir brevemente como chefe de Estado de fato nas primeiras horas de 1º de janeiro de 1959 até a proclamação oficial do presidente do Senado de Cuba, Anselmo Alliegro y Milá, como presidente interino de Cuba mais tarde naquele dia. Em 2 de janeiro de 1959, o juiz mais velho da Suprema Corte, Carlos Manuel Piedra, foi nomeado presidente interino por uma junta liderada por ele, de acordo com a Constituição cubana de 1940. Entretanto, a nomeação de Piedra, o último presidente nascido na Cuba espanhola, encontrou oposição de Fidel Castro, que acreditava que Manuel Urrutia deveria ser nomeado. Após a Revolução Cubana, ele foi julgado pelos tribunais revolucionários e condenado a 15 anos de prisão. Ele foi libertado no início de meados da década de 1960 e se exilou em Miami, onde morreu em 9 de setembro de 1978.

## Biografia
O General Eulogio Cantillo foi Chefe do Corpo de Aviação do Exército antes de ser nomeado Ajudante-Geral do Exército Constitucional de Cuba. Na Revolução Cubana, Cantillo liderou uma ofensiva que se desenrolou no verão de 1958 sob o nome de Operação Verano, que tinha o objetivo de destruir a guerrilha de Fidel Castro que vinha causando diversas perdas no exército desde a primavera de 1957. Na época da revolução, Cuba tinha um exército regular de 24 batalhões e uma força total de 20.000 soldados. Para a Operação Verano, Cantillo tinha 14 batalhões com cerca de 12.000 soldados. A maioria dos soldados eram jovens recrutas. O objetivo da operação era cercar e destruir as forças rebeldes.
Cantillo cercou a cordilheira da Sierra Maestra e montou bloqueios de estradas para impedir que suprimentos chegassem aos guerrilheiros, e atacou pelo norte para expulsar os guerrilheiros para a costa sul. Na costa sul, ele poderia fazer melhor uso do apoio aéreo e da artilharia do que nas selvas da Sierra Maestra, onde os guerrilheiros eram impossíveis de atingir. A ofensiva falhou, em grande parte porque os soldados de Cantillo lutaram em terrenos desconhecidos (florestas e selvas da Sierra Maestra) e porque grande parte do exército estava desmoralizada e desmotivada. Eles foram treinados para lutar contra tropas regulares e não contra os guerrilheiros do Movimento 26 de Julho, que atacavam com tremendo poder de fogo em um segundo e desapareciam na selva no outro. Ainda assim, em Las Mercedes, o Exército Constitucional conseguiu encurralar e sangrar o Exército Rebelde, fazendo uso do seu poder de fogo.
O General Cantillo usou um batalhão - o Batalhão nº 17 - como isca, fingindo uma retirada. Fidel ordenou a mobilização completa de suas colunas da Sierra Maestra e atacou o batalhão na vanguarda e retaguarda, com metade dos guerrilheiros posicionados na rota de retirada. As unidades do exército cubano moveram-se contra os rebeldes, cujo comandante tentou desengajar-se da emboscada e pediu reforços a Fidel. O General Cantillo aproveitou a oportunidade única de enfrentar os guerrilheiros nas planícies, ordenando que três batalhões do posto da Estrada Palma se posicionassem contra os rebeldes e aumentou ainda mais suas forças, engajando mais 1.500 soldados das guarnições de Bayamo e Manzanillo.
Preso na armadilha de Cantillo, Fidel pediu ajuda a Che Guevara, que executou uma emboscada brilhante em Cubanacao, emboscando uma coluna de reforço e capturando 50 soldados. Isto permitiu que Fidel recuasse para posições mais defensáveis, mas ele permanecia encurralado. A essa altura, os guerrilheiros já haviam perdido cerca de 70 rebeldes mortos. O General Cantillo não aproveitou sua vantagem, pois ainda acreditava que as forças rebeldes eram muito maiores do que realmente eram. Além disso, seu grande respeito pela tenacidade do guerrilheiro o tornava naturalmente cauteloso. Ele parecia esperar até ter absoluta certeza da vitória antes de prosseguir com a ação.
Na manhã do terceiro dia de batalha, 1º de agosto, Fidel Castro enviou um mensageiro ao General Cantillo pedindo um cessar-fogo e negociações. Cantillo concordou e enviou negociadores. Em uma carta a Cantillo em uma página de seu caderno pessoal, Fidel escreveu: "É necessário abrir um diálogo para que possamos pôr fim ao conflito." Cantillo repassou a carta a Fulgencio Batista. Fidel manteve as discussões até 8 de agosto, quando já havia conseguido libertar suas forças das garras de Cantillo e abandonou um campo de batalha vazio ao Exército Nacional. O impacto desse desastre sobre o moral do exército cubano foi devastador. A maioria dos oficiais subalternos que haviam lutado tanto nas semanas anteriores ficou indignada com o fato de Cantillo ter se rebaixado a negociar com Fidel. A fuga de Fidel Castro ocorrera justamente no momento em que o exército regular, após ter lutado bem pela primeira vez na campanha, parecia ter todas as vantagens. Os motivos da trégua não são claros. Fidel Castro, no entanto, usou esse tempo para criar uma contra-ofensiva, conhecida como campanha do Cauto.
A Força Aérea Cubana teve ação meramente marginal na ofensiva e, apesar da pequena vitória em Las Mercedes, a Operação Verano fracassou em esmagar os rebeldes e encerrou a capacidade do governo de ditar o ritmo da guerra. Fidel Castro saudou a batalha como "A Vitória Estratégica".
Com o colapso do governo, Eulogio Cantillo foi deixado como chefe das Forças Armadas cubanas e chefe de Estado de fato de Cuba depois que Batista fugiu para a República Dominicana nas primeiras horas de 1º de janeiro de 1959. Mais tarde, ele foi preso pelo governo revolucionário e levado a julgamento. Ele foi condenado a 15 anos de prisão, mas foi libertado em 1967, antes de cumprir sua pena completa, e deixou Cuba em 1968 para se exilado cubano em Miami. Enquanto estava em Miami, ele se juntou a grupos anti-Castro e morreu lá em 9 de setembro de 1978.